# 盤古石
盤古石是在阿顏德隕石的包裹體內首度被發現的一種鈦氧化礦物，並在2012年首次被描述。
這種迄今未知起源的隕石礦物是以中國古代神話中開天闢地的神，盤古命名的。神話傳說盤古將陰（地球）和陽（天空）分開，創造了世界。

## 組成
這種礦物的化學式是 (Ti4+,Sc,Al,Mg,Zr,Ca)1.8O3。在其中發現的元素有鈦、鈧、鋁、鎂、鋯、鈣和氧，隕石的樣品有些還包含豐富的鋯。在隕石內已經被確認的礦物還有在橄欖石集合體內發現的davisite。

## 起源和性質
盤古石是在45億年前，太陽系形成早期，在高溫和高壓下都不會改變的的一種耐火材料礦物。這使得盤古石成為太陽系中最古老的礦物之一。鋯是確定太陽系形成之前和形成期間條件的關鍵因素。

## 發現
美國加州理工學院的地質和行星科學部分析設施主任Chi Ma，是經由同行評審發表在美國礦物學家上第一篇文章的主要作者。自2007年以來，Ma一直領導奈米礦物學，調查包括經過充分研究的阿顏德隕石在內的隕石。在2011年，第42屆月球與行星科學會議的一份檔案首次描述了這種礦物。